# David A. Hamburg
David Alan Hamburg (* 1. Oktober 1925 in Evansville, Indiana; † 21. April 2019 in Washington, D.C.) war ein US-amerikanischer Psychiater und Konfliktforscher. Er forschte aus naturwissenschaftlicher Sicht u. a. über die Ursachen von aggressivem Verhalten und von Gewalt sowie darüber, was dazu beitragen kann, dass Menschen schweren Stress – Körperverletzungen, psychische Krankheiten, Armut, Kriegsgeschehen – bewältigen können. Hamburg war ab 1961 Professor für Psychiatrie an der Stanford University und von 1980 bis 1983 Professor für Gesundheitswissenschaften an der Harvard University. Von 1984 bis 1986 war er Präsident der American Association for the Advancement of Science.

## Leben
David Hamburg war der Sohn von Samuel Hamburg und dessen Ehefrau Beryl Becker. Der Vater war als Kind mit seiner Familie aus Lettland in die USA ausgewandert; die Mutter stammte ebenfalls von osteuropäischen Einwanderern ab, die zuvor – bis sie 14 Jahre alt war – in Irland gelebt hatten. Seine Familie betrieb in den USA ein Haushaltswarengeschäft. Hamburg erwarb 1944 den Bachelor-Grad und 1947 den Doktor-Grad im Fachgebiet Medizin an der Indiana University Bloomington, wo er zugleich als Militärarzt ausgebildet wurde. Seine Facharztausbildung zum Psychiater erfolgte danach an der Yale University in New Haven (Connecticut) und am Michael J. Reese Hospital in Chicago, wo er über die Auswirkungen von Stress auf das Gehirn zu forschen begann. Nach Forschungsaufenthalten am Walter Reed Army Institute of Research in Washington, D.C., und der Rückkehr ans Michael J. Reese Hospital leitete er von 1958 bis 1961 die Abteilung Erwachsenen-Psychiatrie (adult psychiatry) am National Institute of Mental Health in Bethesda (Maryland), wo er seine Studien über die biologischen Grundlagen von Stress und Verhalten fortsetzte und sich mit den psychischen und biologischen Ursachen von Depression befasste. Zuvor hatte er am Chicago Psychoanalytic Institute einen zusätzlichen Abschluss auf dem Gebiet der Psychoanalyse erworben.
1961 folgte Hamburg einem Ruf auf den Lehrstuhl für Psychiatrie an der Stanford University, wo er eine neue Abteilung für Psychiatrie und Verhaltenswissenschaften einrichtete. Ferner konzipierte er einen neuen interdisziplinären Studiengang für Humanbiologie, dem ein integrativer Ansatz zum Verständnis psychischer Erkrankungen zugrunde lang. Den Studierenden ermöglichte er es, im Gombe-Stream-Nationalpark in Tansania bei Jane Goodall ein verhaltensbiologisches Praktikum auf dem Gebiet der Schimpansen-Forschung zu absolvieren.
Die mit Goodall vereinbarte Zusammenarbeit hatte weitreichende Auswirkungen für Hamburgs künftige Forschung: Im Mai 1975 überfielen Rebellen aus Zaire die Forschungsstation im Gombe-Reservat und entführten drei Stanford-Studenten und einen jungen Forscher aus den Niederlanden. Hamburg reiste umgehend nach Tansania und schloss sich dem internationalen Team an, das zehn Wochen lang über die Freilassung der Studenten verhandelte und letztlich – nach Zahlung eines Lösegelds – Erfolg hatte. In einem Nachruf im Fachblatt Science hieß es: „Diese erschütternde Erfahrung inmitten von Armut, Entbehrungen und Konflikten markierte einen Wendepunkt in Davids Laufbahn, an dem die Zukunft und das Wohlergehen der Bevölkerung und der Menschheit als Ganzes in den Mittelpunkt rückten.“ Gleichfalls 1975 wurde Hamburg als Präsident an das Institute of Medicine (IOM, heute: National Academy of Medicine) berufen, das gesundheitspolitische Institut der National Academy of Sciences.
1980 wurde er an der Harvard University zum Gründungsdirektor einer neu eingerichteten interdisziplinären Abteilung für Forschung und Lehre auf dem Gebiet der Gesundheitspolitik ernannt, zu der die Harvard Medical School (Ärzteausbildung), die Harvard School of Public Health (Gesundheitswissenschaften) und die Harvard Kennedy School (Politik / Ökonomie) ihren Beitrag leisten sollten. 1982 erfolgte die Berufung zum Präsidenten der Carnegie Corporation, der er bis 1997 vorstand. Er nutzte die finanziellen Mittel der Carnegie-Stiftung, um zum einen Programme in den Bereichen Gesundheit, Bildung und Wissenschaft auszubauen. Beispielsweise wurde 1984 die Carnegie Commission on Education and the Economy eingesetzt, deren Bericht 1986 erschien und dazu führte, dass in den USA das National Board for Professional Teaching Standards eingeführt wurde, zu dessen Aufgaben es gehörte, qualifizierte Lehrkräfte zu gewinnen und zu halten. Zum anderen nutzte er das gesellschaftliche Ansehen der Stiftung, um die Carnegie Commission on Preventing Deadly Conflict ins Leben zu rufen, deren Vorsitz er sich mit dem ehemaligen US-Außenminister Cyrus Vance teilte. Er finanzierte beispielsweise Aktivitäten der Brookings Institution im Zusammenhang mit Abrüstungsbemühungen nach dem Zusammenbruch der Sowjetunion, aus denen die Nunn–Lugar Cooperative Threat Reduction hervorging, Teil des Soviet Nuclear Threat Reduction Act von 1991. In einem Nachruf der Carnegie Corporation heißt es: „Hamburg führte einen völlig neuen Schwerpunkt für die Gesellschaft [die Carnegie Corporation] ein – die Gefahr für den Weltfrieden, die von der Konfrontation der Supermächte mit Massenvernichtungswaffen ausgeht.“
David Hamburg starb 2019 im Alter von 93 Jahren an den Folgen einer ischämischen Colitis. Bis zu ihrem Tod im Jahr 2018 war er mit Beatrix McCleary, einer Kinderpsychologin, verheiratet, die er während seiner Ausbildung zum Facharzt in Yale kennengelernt hatte. Sie war die erste sich als schwarz identifizierende Frau, die einen akademischen Abschluss an der Yale Medical School erwarb. Das Paar hatte zwei Kinder, Eric und Margaret.

## Ehrungen
- 2007: Sarnat-Preis (mit Beatrix Hamburg)
- 1998: Public Welfare Medal der National Academy of Sciences
- 1996: Träger der Presidential Medal of Freedom
- 1985: Präsident der American Association for the Advancement of Science
- 1983: Mitglied der American Philosophical Society
- 1971: Mitglied der National Academy of Medicine
- 1969: Mitglied der American Academy of Arts and Sciences[4]

## Schriften (Auswahl)
- No More Killing Fields. Preventing Deadly Conflict. Rowman & Littlefield, 2002, ISBN 978-0-7425-1675-5.
- mit Beatrix A. Hamburg: Learning to Live Together. Preventing Hatred and Violence in Child and Adolescent Development. Oxford University Press, 2004, ISBN 978-0-19-515779-6.
- Preventing Genocide: Practical Steps Toward Early Detection and Effective Action. Routledge, 2010, ISBN 978-1-59451-558-3.
- A Model of Prevention. Life Lessons. Autobiografie. Routledge, 2015, ISBN 978-1-61205-926-6.
- mit Eric Hamburg: Give Peace a Chance. Preventing Mass Violence. Routledge, 2013, ISBN 978-1-61205-139-0.

## Belege
1. 1 2   Harvey V. Fineberg: David A. Hamburg (1925–2019). Renowned physician-psychiatrist and humanitarian. In: Science. Band 364, Nr. 6444, 2019. S. 940, doi:10.1126/science.aay0501
2. ↑  Dr. David Hamburg, Leader in Conflict Resolution, Dies at 93. (Memento vom 23. April 2019 im Internet Archive). Im Original publiziert auf nytimes.com vom 23. April 2019.
3. ↑  David A. Hamburg, 1925–2019: Campaigner for International Peace, Champion of Educational Excellence, dies at 93. Auf: carnegie.org vom 23. April 2019.
4. ↑  Book of Members 1780–present, Chapter H. (PDF; 1,3 MB) In: amacad.org. American Academy of Arts and Sciences, abgerufen am 14. Januar 2024 (englisch).

| Personendaten    | Personendaten                                                  |
| ---------------- | -------------------------------------------------------------- |
| NAME             | Hamburg, David A.                                              |
| ALTERNATIVNAMEN  | Hamburg, David Allen (vollständiger Name); Hamburg, David Alan |
| KURZBESCHREIBUNG | US-amerikanischer Psychiater und Konfliktforscher              |
| GEBURTSDATUM     | 1. Oktober 1925                                                |
| GEBURTSORT       | Evansville, Indiana                                            |
| STERBEDATUM      | 21. April 2019                                                 |
| STERBEORT        | Washington, D.C.                                               |